# Emma Puffke
Emma Puffke z domu Kurowska (ur. 26 listopada 1818 w Poznaniu, zm. 17 października 1890 w Luboniu) – polska pedagog, pisarka i tłumaczka.

## Życiorys
Wychowywała się w Poznaniu i Chaławach.
W 1838 roku poślubiła Maurycego Adama Puffkego. Początkowo mieszkali w majątku Puffkech w Rudnej; po jego sprzedaży zakupili dwa inne: Pólko i Lipnicę. Zmuszeni do ich zbycia, kupili kolejny, mniejszy – Miąskowo. Po spieniężeniu tego ostatniego przeprowadzili się do Poznania.
Wobec trudnej sytuacji materialnej Emma Puffke, po ukończeniu kursu, rozpoczęła pracę jako nauczycielka; w latach 1862–1875 prowadziła własną pensję w Kościanie.
W roku 1861 lub 1862 rozpoczęła wydawanie czasopisma Światełko. Pisemko poświęcone matkom i dzieciom; później publikowała swoje artykuły w innych pismach. Tłumaczyła literaturę obcojęzyczną (z angielskiego, czeskiego, francuskiego, niemieckiego) oraz pisała własne utwory o różnorodnej tematyce.
W 1873 roku wydała ceniony podręcznik do fizyki pt. Fizyka zastosowana do potrzeb ogółu i szkół niższych.
Jej mąż Maurycy (1808–1880) był Niemcem o przychylnym nastawieniu do Polaków; Emma miała z nim dziewięcioro dzieci, w tym działaczkę oświatową, Walerię Puffke.
Imię Emmy Puffke nosi od 2018 roku ulica na poznańskim osiedlu Strzeszyn.